# Ernst Schau
Ernst Frederik Schau (27. juli 1826 i Odense – 24. april 1864 i Flensborg) var en dansk officer, bror til Emil Victor Schau.
Han fødtes i Odense, hvor hans fader, Hans Schau, var major, senere oberstløjtnant, ved fynske Regiment lette dragoner. Moderen hed Dorothea Catharine f. Bojesen. Han var den tredje af 7 sønner, hvoraf 2 faldt i Treårskrigen 1848-50, og kom 1841 på Landkadetakademiet, hvorfra han afgik 1844 som sekondløjtnant ved 5. jægerkorps. I 1846 kom han ind på Den kongelige militære Højskole, men udkommanderedes 1848 med 1. jægerkorps, så at han deltog i kampen ved Ringenæs, i kampen ved Bov, slaget ved Slesvig og fægtningerne ved Nybøl og Dybbøl, hvorefter han blev premierløjtnant og forsattes til 2. jægerkorps. I vinteren 1848-49 gennemgik han artilleriskolerne og rykkede derfor ud med 2. espingolbatteri. Senere kom han til Batteriet Wegener og deltog med dette i slagene ved Fredericia og ved Isted, medens han i slutningen af krigen var ansat ved artillerikommandoen i Slesvig.
Efter fredsslutningen kom han atter ind på højskolen og afgik derfra i 1853 som generalstabsaspirant, hvorefter han 1855 udnævntes til kaptajn af Generalstaben og til adjudant hos krigsministeren (da Mathias Lüttichau), hvilken stilling han beklædte til december 1859. I 1862 blev han stabschef ved 2. generalkommando og rykkede i 1863 i felten som stabschef ved 2. armédivision, i det han forfremmedes til major. Han deltog som sådan i Dannevirkes og Dybbøls forsvar, og ved sin store flid, punktlighed og livlighed erhvervede han sin generals, Glode du Plats, fulde tillid. 18. april 1864 blev han sammen med denne dødelig såret under forsøget på at standse vore tropper, som søgte tilbage mod brohovedet. Han faldt i fangenskab og førtes til Flensborg Lasaret, hvor han udåndede 24. april.
7. oktober 1856 var han blevet gift med Frederikke Louise von Krogh (født 23.8.1834 i Svendborg, død 29.11.1899 på Frbg.), datter af major, toldkasserer Christian Georg Frederik von Krogh (1761-1837) i Odense. Flere af hans breve til hustruen med skildringer fra slagmarken i 1864 er refereret i Buk-Swienty (2008): Dommedag Als